# 纪尧姆门
纪尧姆门（Porte Guillaume）是法国勃艮第第戎达西广场的一个历史建筑，建于1788年，新古典主义风格，位于12世纪中世纪城门的遗址上。
1938年7月27日，纪尧姆门列为法国历史古迹。.
2015年11月15日周日，在第戎举行针对2015年11月巴黎袭击事件的集会，集会在纪尧姆门开始，声讨伊斯兰恐怖主义，捍卫共和的价值，并默哀一分钟。

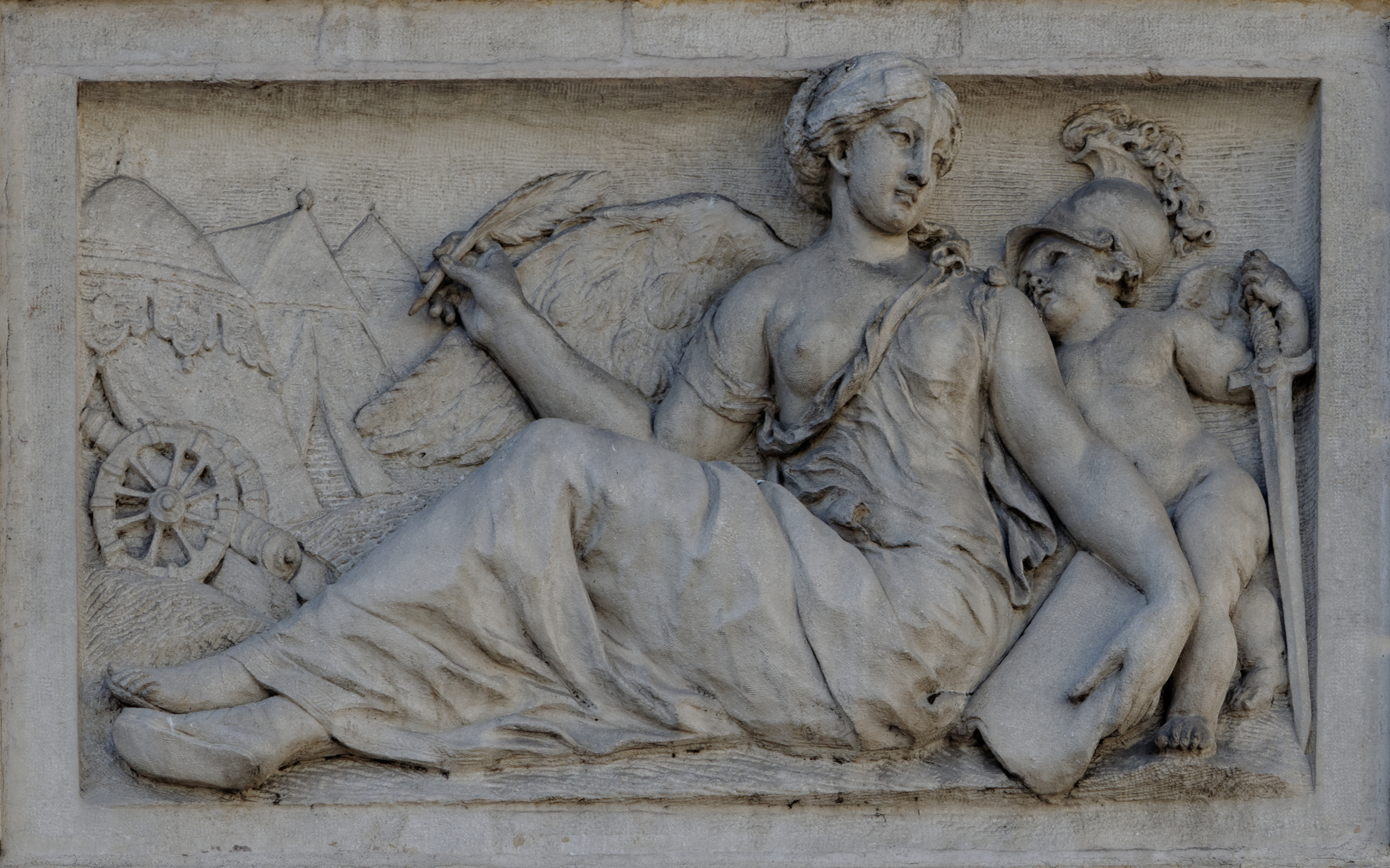
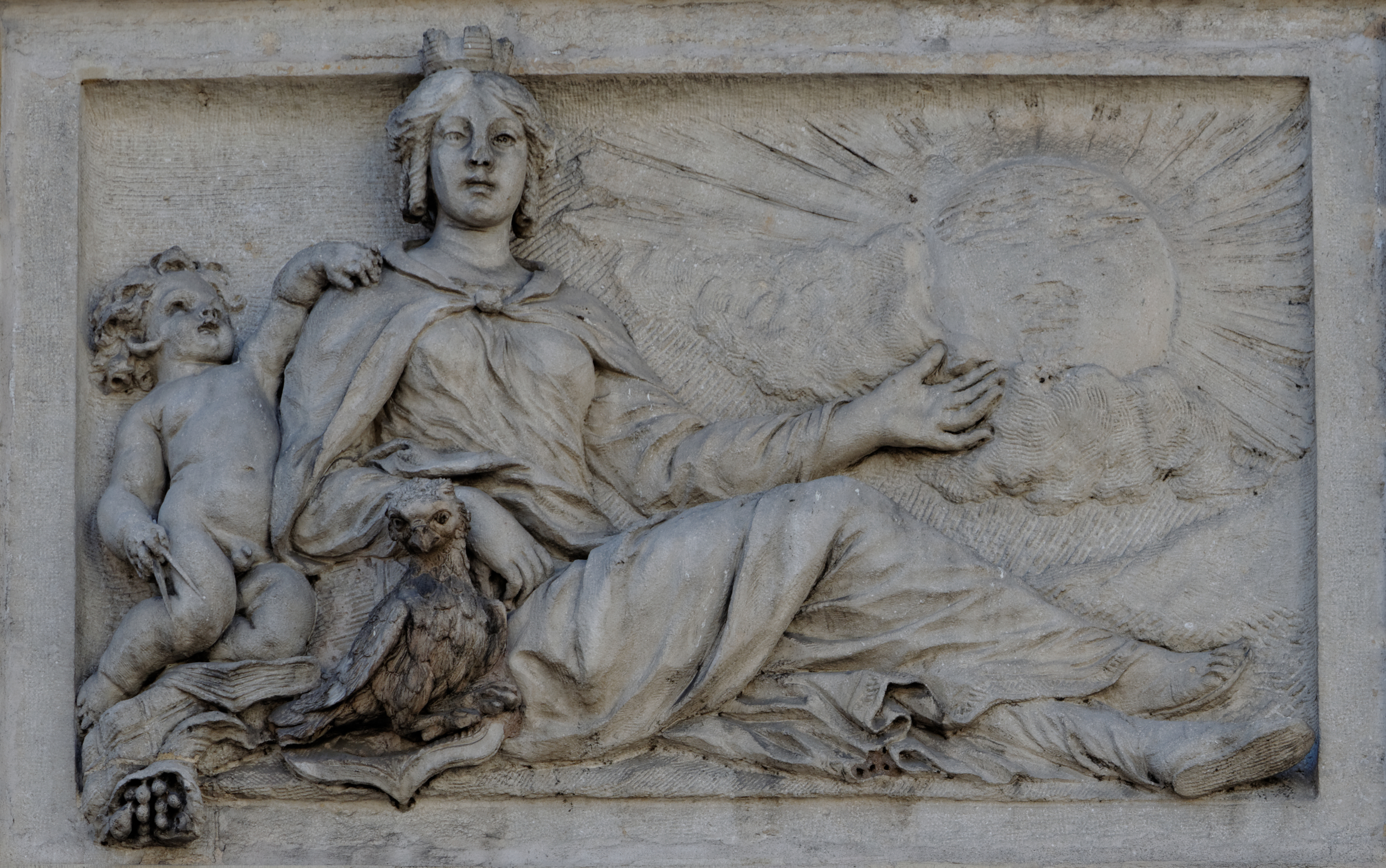
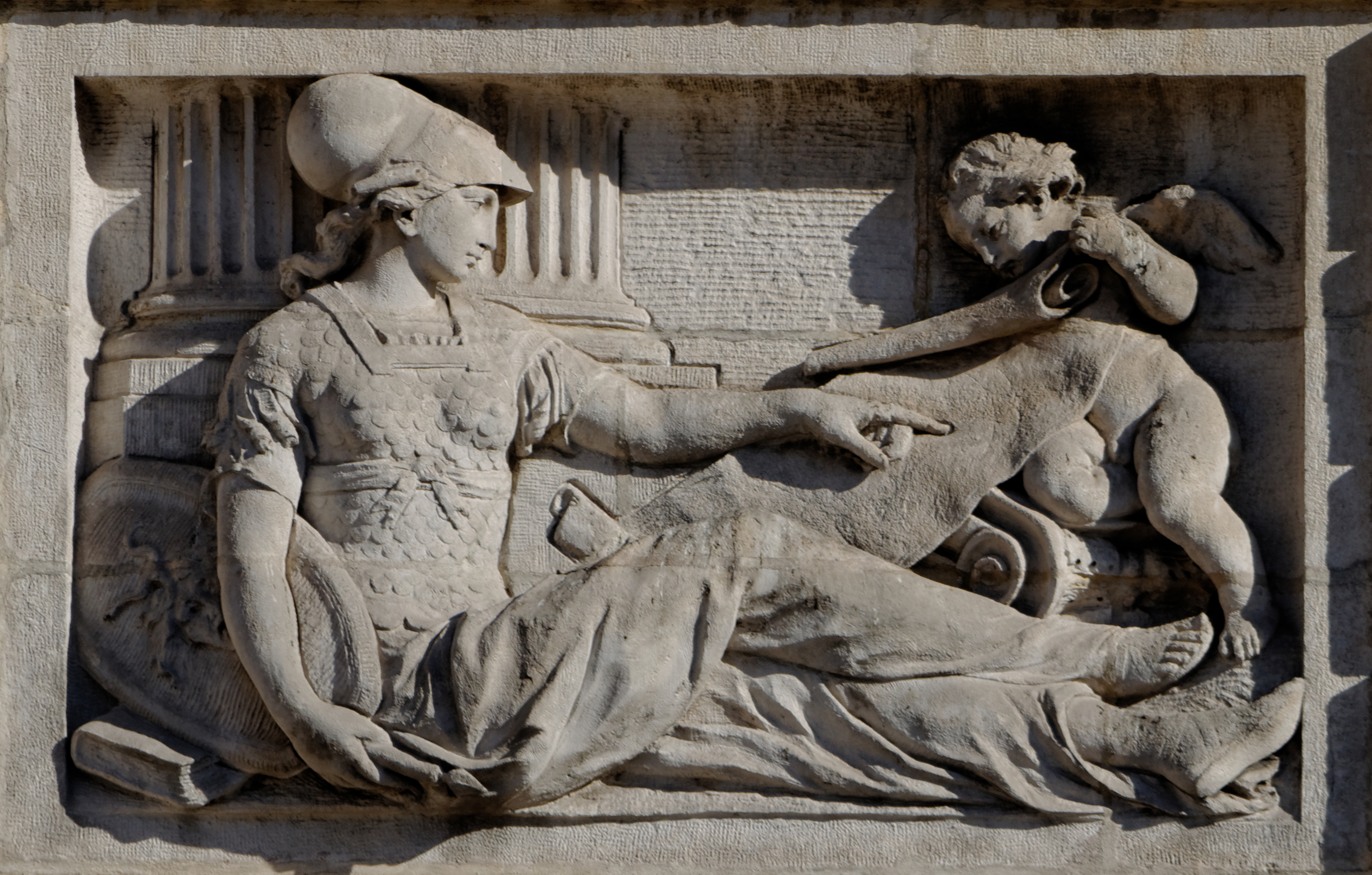
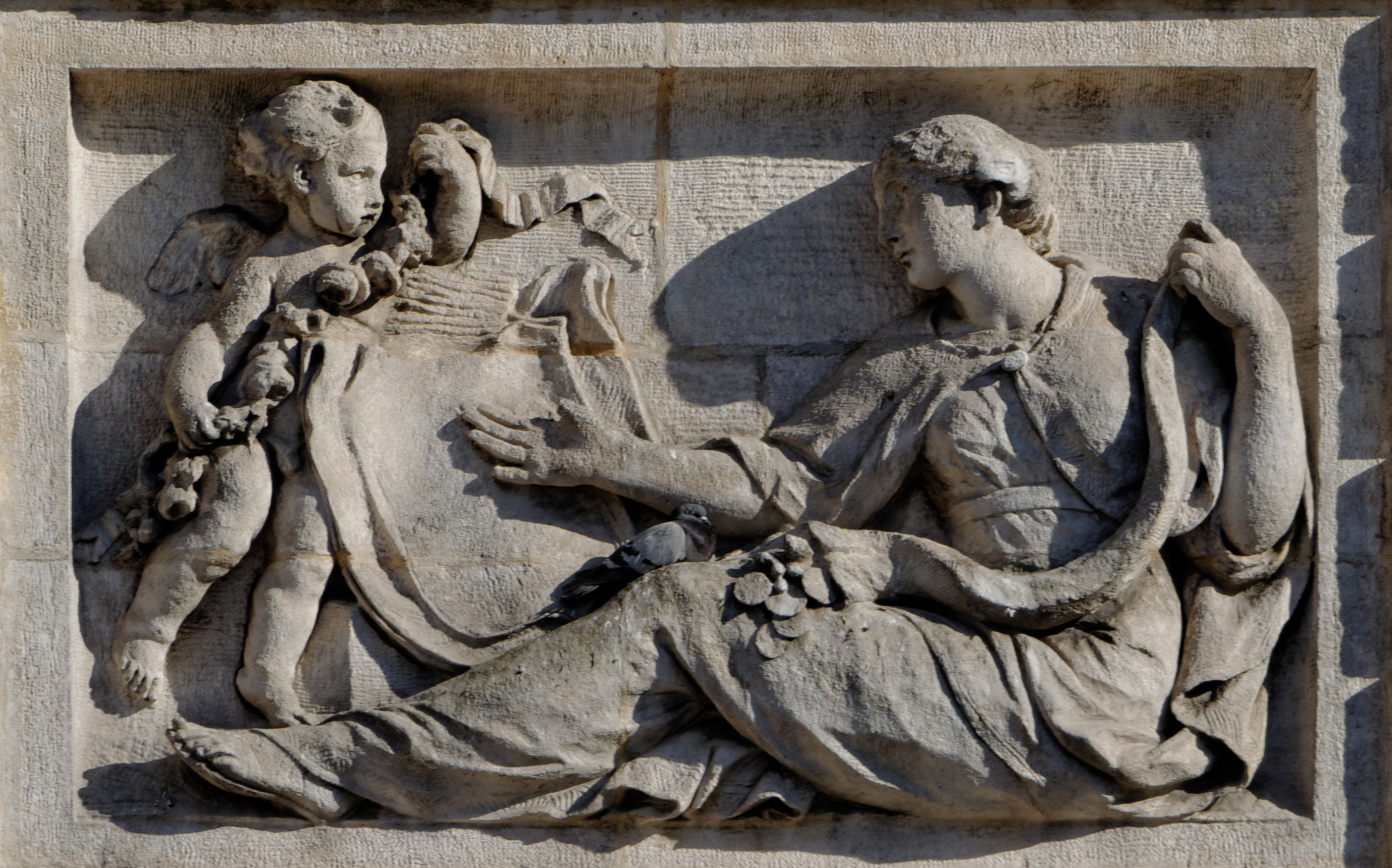
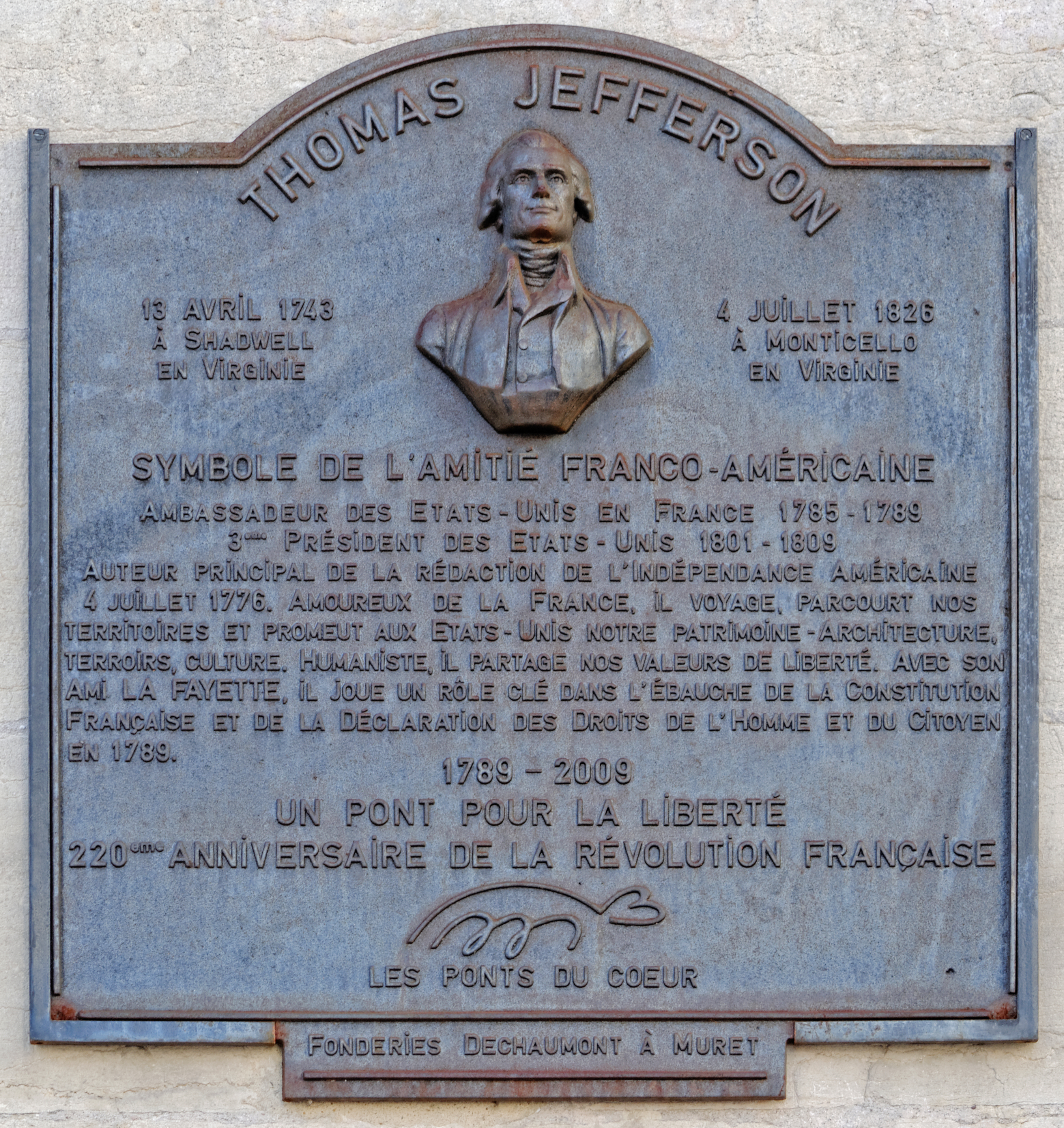